# Газопостачальне підприємство
Газопостача́льне підприє́мство — підприємство, що здійснює постачання(продаж) газу споживачеві на підставі договору та відповідної ліцензії.
Газопостачальні підприємства, що здійснюють постачання природного газу на закріпленій території, не мають права відмовити споживачеві, об'єкти якого розташовані на цій території, в укладенні договору.
Газопостачальне підприємство має право припиняти постачання газу споживачеві у разі порушення строків оплати послуг з газопостачання та самовільного використання газу споживачем.
Розрізняють газопостачальні підприємства, які реалізують(продають) споживачеві газ на підставі договору, та газорозподільні підприємства, які розподіляють (доставляють) газ газопостачальної організації до споживача і надають послуги з обслуговування та по ремонтах зовнішніх і внутрішньобудинкових газопроводів. У той же час одне й те саме підприємство не може здійснювати і постачання, і розподіл природного газу.